# توفيق برهوم
توفيق برهوم (مواليد 1990) هو ممثل فلسطيني أشتهر لدوره في فيلم عرب راقصون ويا طير الطاير.

## روابط خارجية
- توفيق برهوم على موقع IMDb (الإنجليزية)
- توفيق برهوم على موقع ألو سيني (الفرنسية)
- توفيق برهوم على موقع قاعدة بيانات الفيلم (الإنجليزية)